# Баштова Надія Григорівна
Надія Григорівна Баштова — український літературознавець, кандидат філологічних наук, науковий співробітник і вчений секретар відділу рукописних фондів та текстології Інституту літератури НАН України.

## Наукові інтереси
- історія літератури;
- текстологія;
- психологія творчості;
- історико-літературний процес діаспори;
- літературознавча спадщина Григорія Костюка.

## Вибрані праці
Монографія:
- Григорій Костюк: літературознавець, критик, публіцист. – К.: «Стилос», 2008. – 216 с.

Статті:
- Григорій Костюк — архіваріус спадщини В. В. Винниченка // Слово і час. — 2000. — № 7. —  С. 53—55.
- Відновлення „неперервної тяглості історії” в концепції „двоколійності” літературного процесу Г. Костюка // Літературознавчі обрії: Праці молодих вчених — Випуск 2 / НАН України. Інститут літератури ім. Т. Г. Шевченка. —  К., 2001. —  С. 115—120.
- Мемуари  Г. Костюка як спроба атобіографії покоління // Сучасність. — 2000. — № 7/8. —  С. 88—94.
- Національна ідентичність та пролетарське перетворення дійсності (критична діяльність Г. Костюка доеміграційногоперіоду) // Слово і час. — 2002. — № 2. —  С. 67—72.
- Критик-гуманіст // Григорій Костюк. Літературно-мистецькі перехрестя (паралелі)  / УВАН. Інститут літератури ім. Т. Г. Шевченка НАН України — Вашінґтон-Київ, 2002. —  С. 21—32.
- Одержимий літературою // Слово і час. — 2002. — № 10 —  С. 3—5.
- Григорій Костюк — історик літератури та літературний критик. Автореферат. —  К.,  2002.
- Гончар  О. Твори в 12 тт. — К.: „Наукова думка”, 2003. —  Т. 3.: Таврія. Перекоп.  / Упорядкування, коментар Н. Баштової. — С. 649—674.
- Творча воля автора та її виявлення у романі О. Гончара „Перекоп” // Спадщина: Літ. джерелознавство. Текстологія. — К.: ПЦ „Фоліант”, 2006. — Т. 2. — С. 112—176.

Підготовка творів до видання:
- Гончар О. Твори: У 12 т. – К.: «Наукова думка», 2009.– Т. 8: Мала проза / Упорядкування, примітки). – 496 с.